# Mercury Records
Mercury Records је америчка дискографска кућа чији је власник Universal Music Group. Оствариоје значајан успех током 1940-их и 1950-их година.